# 박정순 (경찰)
박정순(朴正純, ? ~ ?)은 대한제국과 일제강점기의 경찰 겸 관료이다.

## 생애
본적지는 경상남도 밀양군이다. 1901년에 사립학교인 전진학교를 졸업하고 이듬해부터 철도사무원으로 근무했다. 1904년 대한제국의 순검으로 임용되면서 경찰계에 입문하게 되었다. 대한제국의 실권이 사실상 일본으로 넘어간 뒤인 1908년부터 통역 업무를 겸임하면서 같은 해 감독순사로 승진하기도 했다. 이듬해에는 경찰통역생시험에 합격하고 통감부 번역관보로 재직했다.
박정순은 경상북도 안동경찰서의 통역생으로 근무하다가 한일합방을 맞았다. 1912년 경성부 용산경찰서의 경부를 거쳐, 1913년에 경북 영천경찰서에 발령받은 뒤로 경산경찰서, 대구경찰서, 선산경찰서, 김천경찰서 등 경상북도 지역의 경찰서에서 경부로 계속 근무했다. 이 기간 중 일본 정부로부터 한국병합기념장과 다이쇼대례기념장을 받았다.
1919년 일어난 3·1 운동 때는 선산경찰서 경부로 재직했는데, 이때 유교 계열의 영향력이 크던 경북 지역에서 성주군의 유학자 송준필 등이 3·1 운동 중추 세력 중에 유림계가 빠진 것을 통탄하면서 후속 시위를 벌이는 동시에 파리장서 사건을 일으켰다. 박정순은 이 사건의 주모자를 체포해 심문했으며, 조선 독립 요구를 '부정한 일', '망령된 생각'이라며 폄훼했다. 또한, 역시 경북 지역 혁신 유림계가 곡물상의 상업망을 이용하여 독립운동 자금을 모으다가 적발된 조선국권회복단 사건의 수사에서도 용의자 집의 가택수색을 하는 등 깊이 관여했다.
1921년 김천경찰서를 마지막으로 경찰직에서 퇴임하였고, 이후 조선총독부 군수에 임용되어 황해도 재령군과 경북 문경군 군수를 지냈다. 문경군수직을 마지막으로 1926년에 퇴관하였으며, 1933년에 경북도의회 선거에 선산군에서 출마했다가 낙선한 일이 있다.
광복 후 반민족행위처벌법이 제정되면서 1949년 3월 반민특위 경북조사부에 체포되었다. 당시 박정순의 혐의는 경북 지역을 중심으로 독립운동 자금을 모금하다가 1918년에 붙잡혀 사형당한 박상진을 검거했다는 것이었으나, 반민특위가 와해되어 처벌은 받지 않았다.

## 사후
2008년 공개된 민족문제연구소의 친일인명사전 수록예정자 명단 중 관료 부문과 경찰 부문에 포함되었고, 2007년 대한민국 친일반민족행위진상규명위원회가 발표한 친일반민족행위 195인 명단에도 선정되었다.

## 같이 보기
- 파리장서 사건
- 조선국권회복단
- 박상진

## 참고자료
- 친일반민족행위진상규명위원회 (2007년 12월). 〈박정순〉 (PDF). 《2007년도 조사보고서 II - 친일반민족행위결정이유서》. 서울. 1423~1434쪽쪽. 발간등록번호 11-1560010-0000002-10. [깨진 링크(과거 내용 찾기)]
- 송준필 : 독립유공자 공훈록 - 국가보훈처